# Вілла Поппея, Оплонтіс

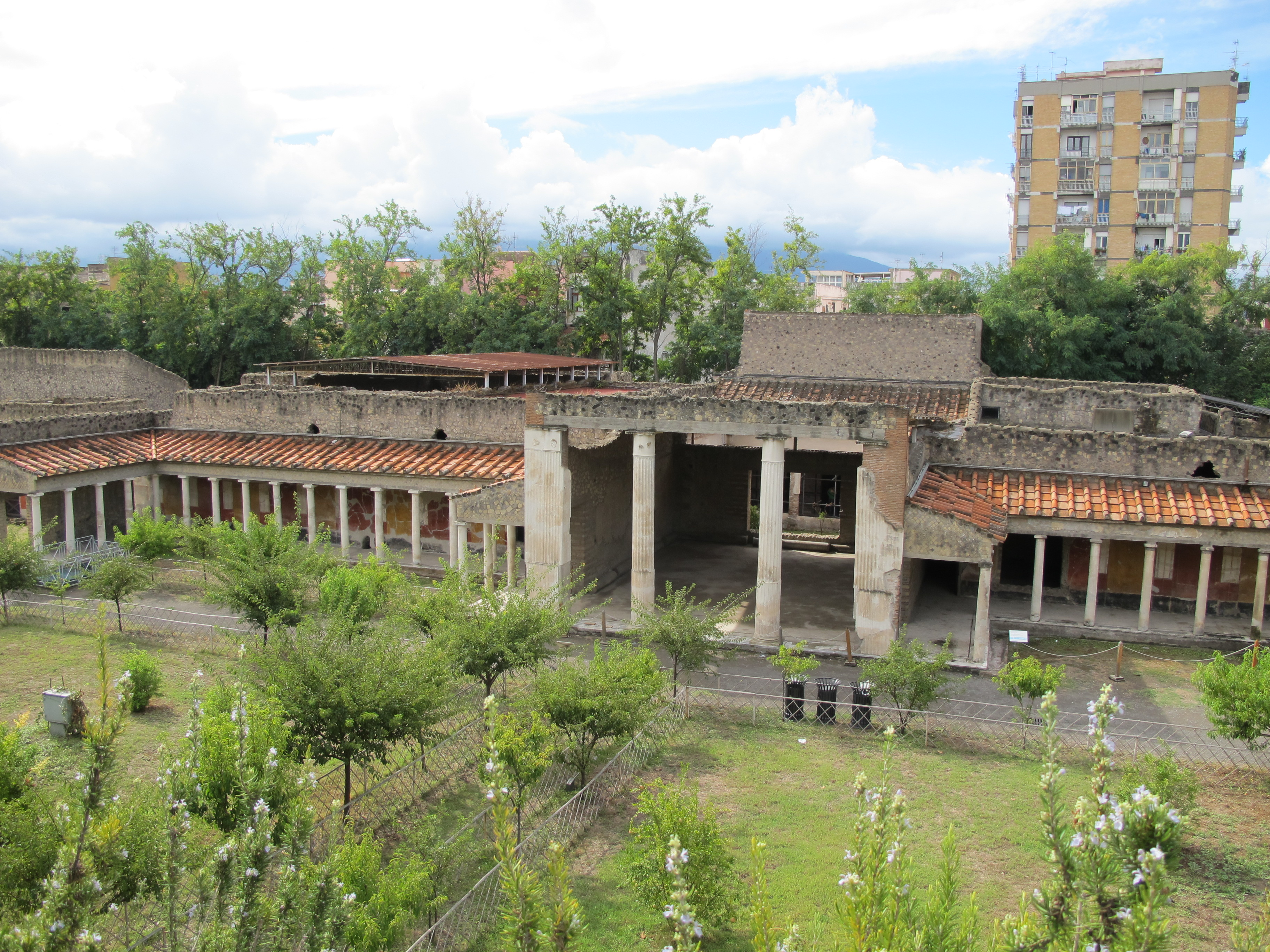
Вілла Поппея, Оплонтіс (Торре Аннунціата), відновлений давньоримський сад, фото вересня 2012 р.

 Вілла Поппея, Оплонтіс або Вілла Оплонтіс, також Вілла А ( англ. Villa Poppaea ) - давньоримська вілла в колишньому місті Оплонтіс, нині Торре Аннунціата на узбережжі Неаполітанської затоки.

## Історія, 18 століття
Розташована між сучасними містами Неаполь і Сорренто. Вперше знайдена в 18 столітті випадково під час побудови каналу Сарно. Залишки відкритої вілли розташовані на глибині десяти (10) метрів від сучасного рівня землі, що і законсервувало споруду. Канал пройшов через центральну частину споруди.
В 18 столітті розпочалися хижацькі розкопки. Використовувалась техніка створення тунелів. Мета розкопок - знайти хоч якість твори мистецтва, гідні прикрасити оселі неаполітанських багатіїв. Ні про які наукові дослідження знайденого об'єкту не йшлося. 

## Розкопки в 19 ст.
Нова доба хижацьких розкопок прийшлася на період 1839 — 1840 років з ініціативи неаполітанських володарів Бурбонів. Знову використовувалась техніка створення тунелів, вже випробувана на хижацьких розкопках в засипаному попелом місті Геркуланум. В той період знайшли перистиль та ділянку колишнього саду. (За розрахунками тут зростало близько ста різних дерев.)
Тоді ж була знята зі стін частка давньоримських фресок і перевезена в Неаполь.

## Розкопки в 20 ст.

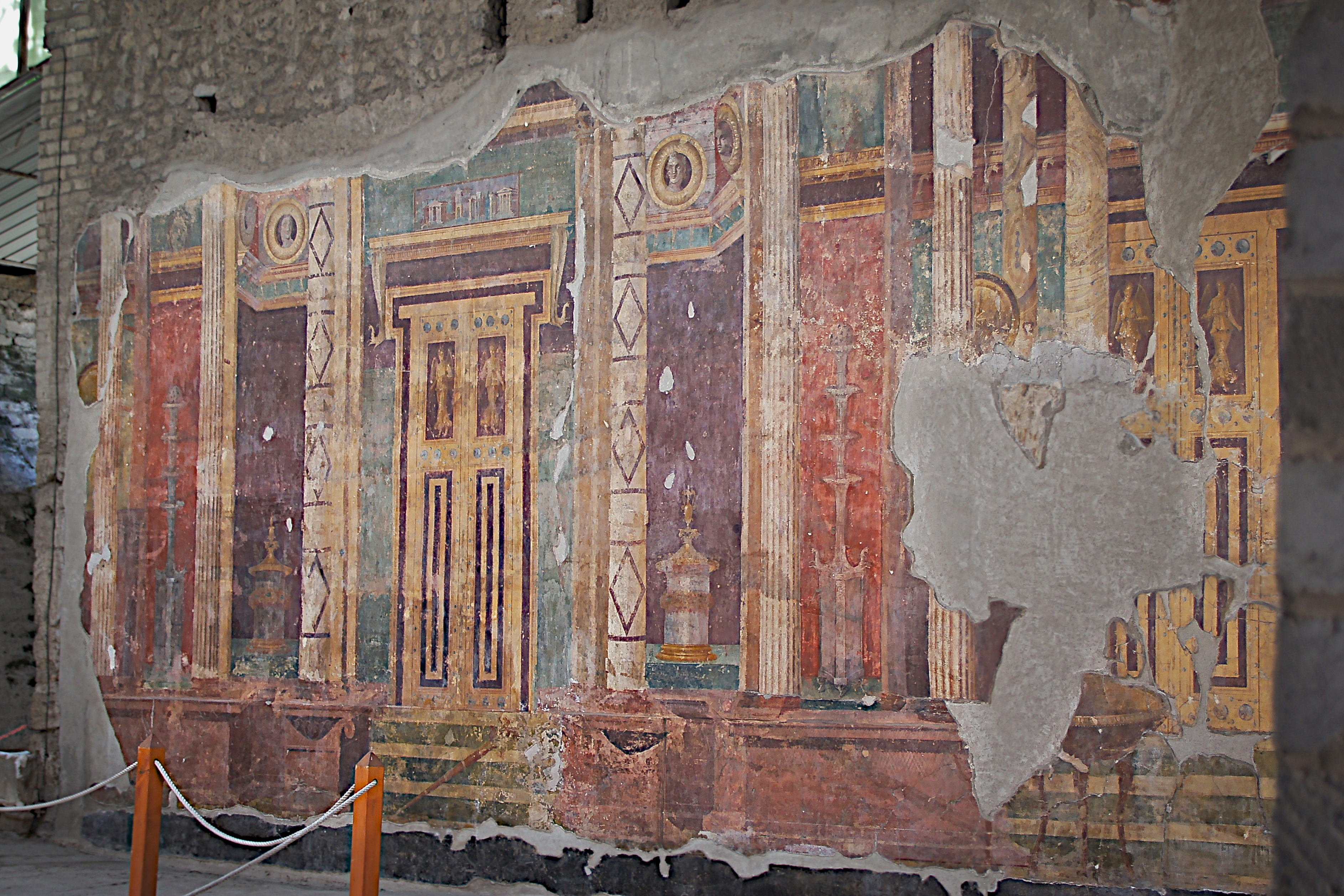
Рештки фресок вілли

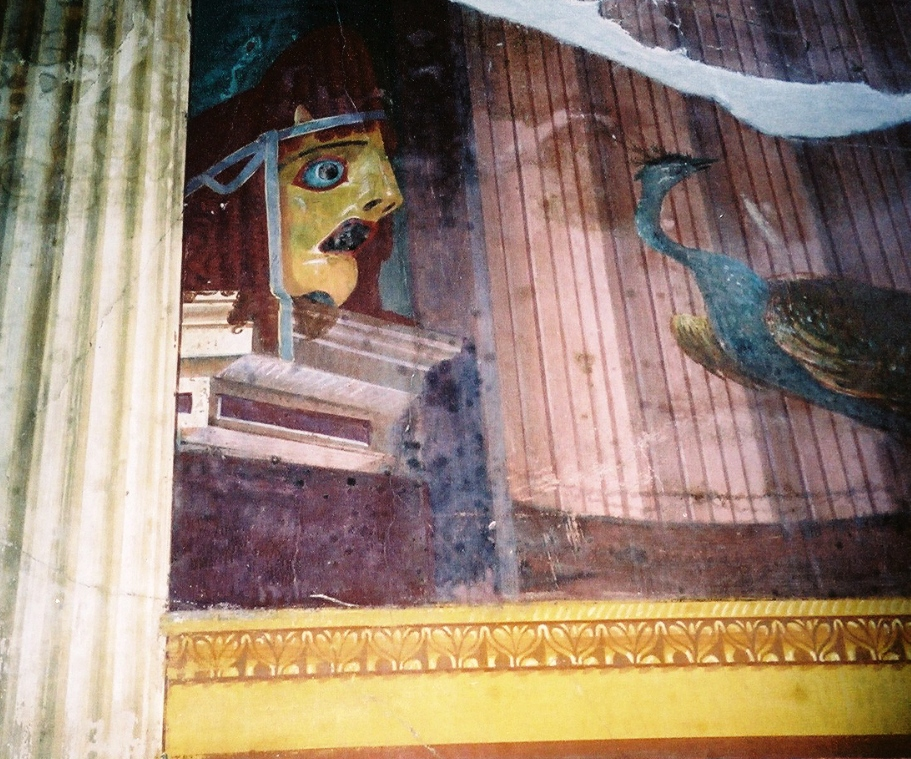
Залишок фрески з театральною маскою і фігурою павича

Чергові і систематичні археологічні розкопки наукового рівня поведені в період 1964-1985 років. Тоді ж був знятий весь шар ґрунту до рівня 1-го століття н.е. Це надало можливість відтворити частково поземний план великої за розмірами вілли з дворами і садами, позаяк південні частини споруди залишені нерозкритими. Нерозкрита частина комплексу розташована або під каналом Сарно, або під сучасними приватними будинками. Розкрита частина отримала у археологів назву вілли А.
Отримана інформація та завеликий масштаб вілли з низкою приміщень різного застосування та комплексом садів доводить, що вілла належала імператору Нерону. Віддалена від Риму вілла , ймовірно, призначалась для утримання другої дружини імператора Поппеї Сабіни, котру психопат-імператор смертельно поранив під час сварки. Звідси одна із сучасних назв — «Вілла Поппея».

## Коштовні фрески Вілли Оплонтіс

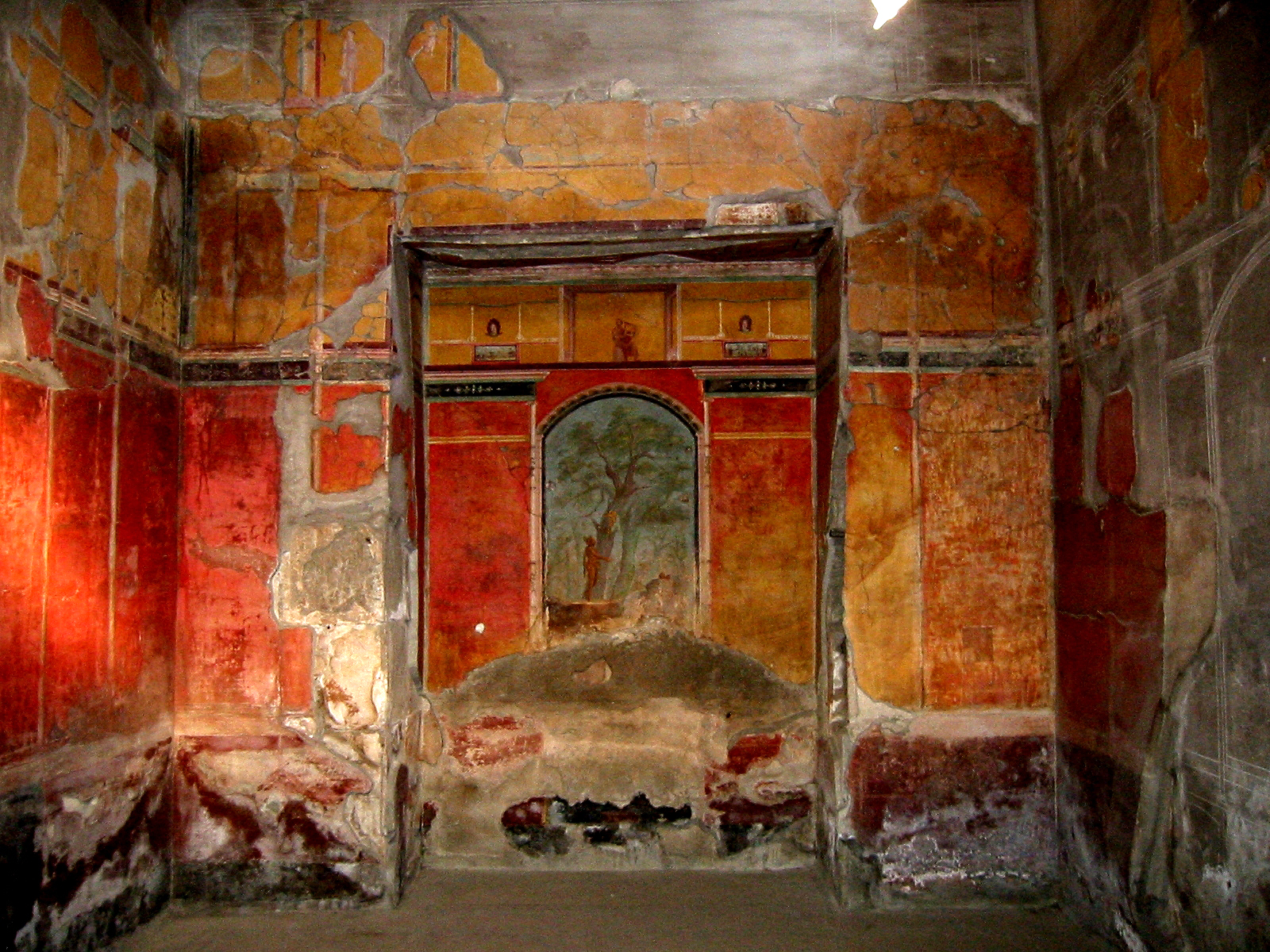
Фрески кальдаріума.

Значну мистецьку вартість мають збережені рештки фресок. Більша їх частина віднесена до Другого стилю давньоримських фресок, або до Архітектурного стилю ( за класифікацією Августа Мая ). Це реалістично відтворені в техніці стінописів колони, вікна, фальшиві двері тощо.
Фрески в кальдаріумі віднесені до Третього стилю давньоримських фресок. В них майстри відмовились від спрощень Архітектурного стилю ( за класифікацією Августа Мая ) і збагатили фрески міфололічними сценами, облямованими архітектурними лаштунками. Серед цих сцен — «Геракл в саду Гесперід».
Головна вітальня споруди має фрески Другого стилю давньоримських фресок, тобто віднесенихдо Архітектурного стилю. На східній стіні вітальні знайдені також зображення павичів та театральних масок в ефектній композиції з колонадами і наївно відтвореною перспективою.

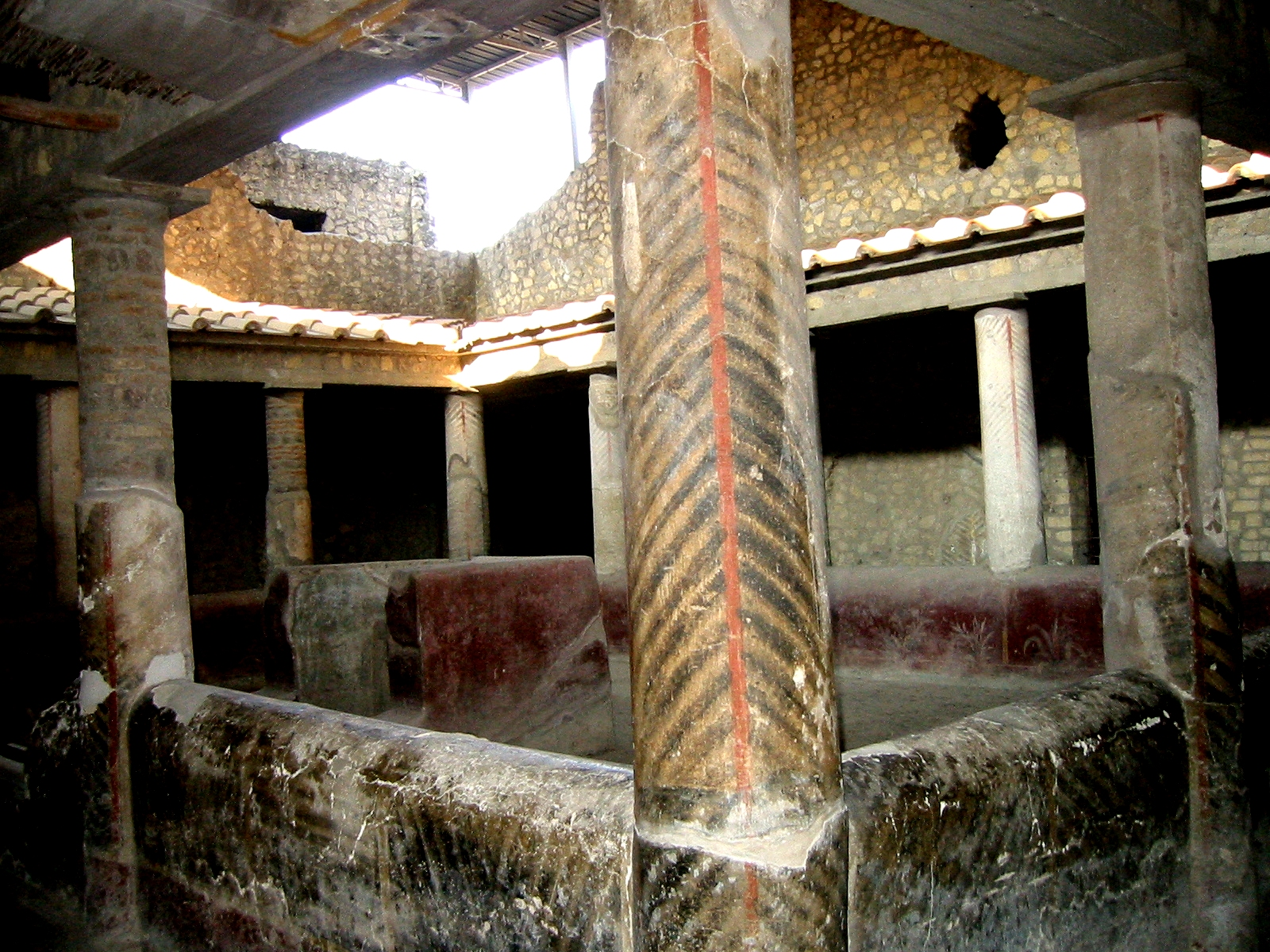
Перистиль вілли Поппея
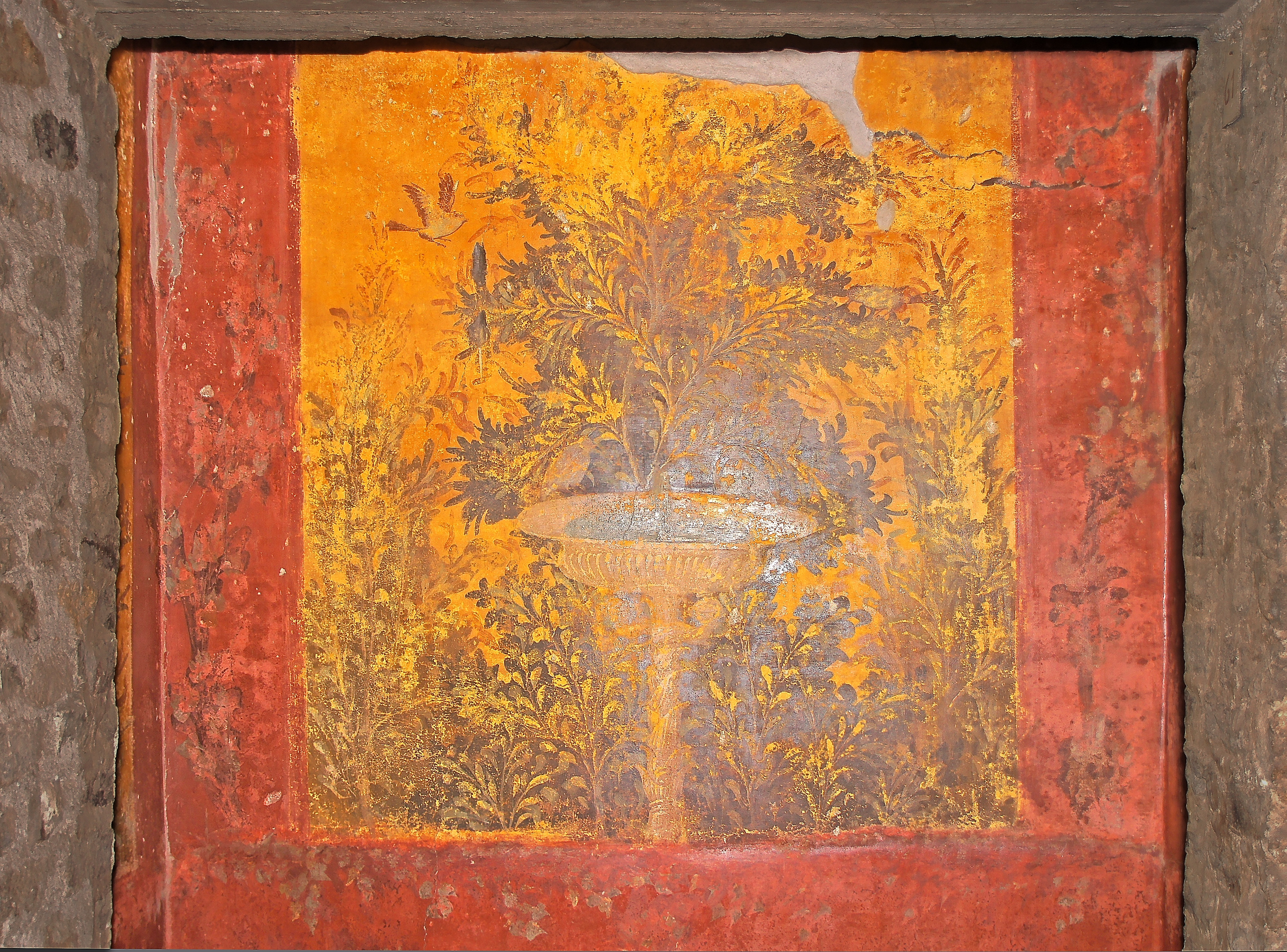
Фреска з фонтаном в саду
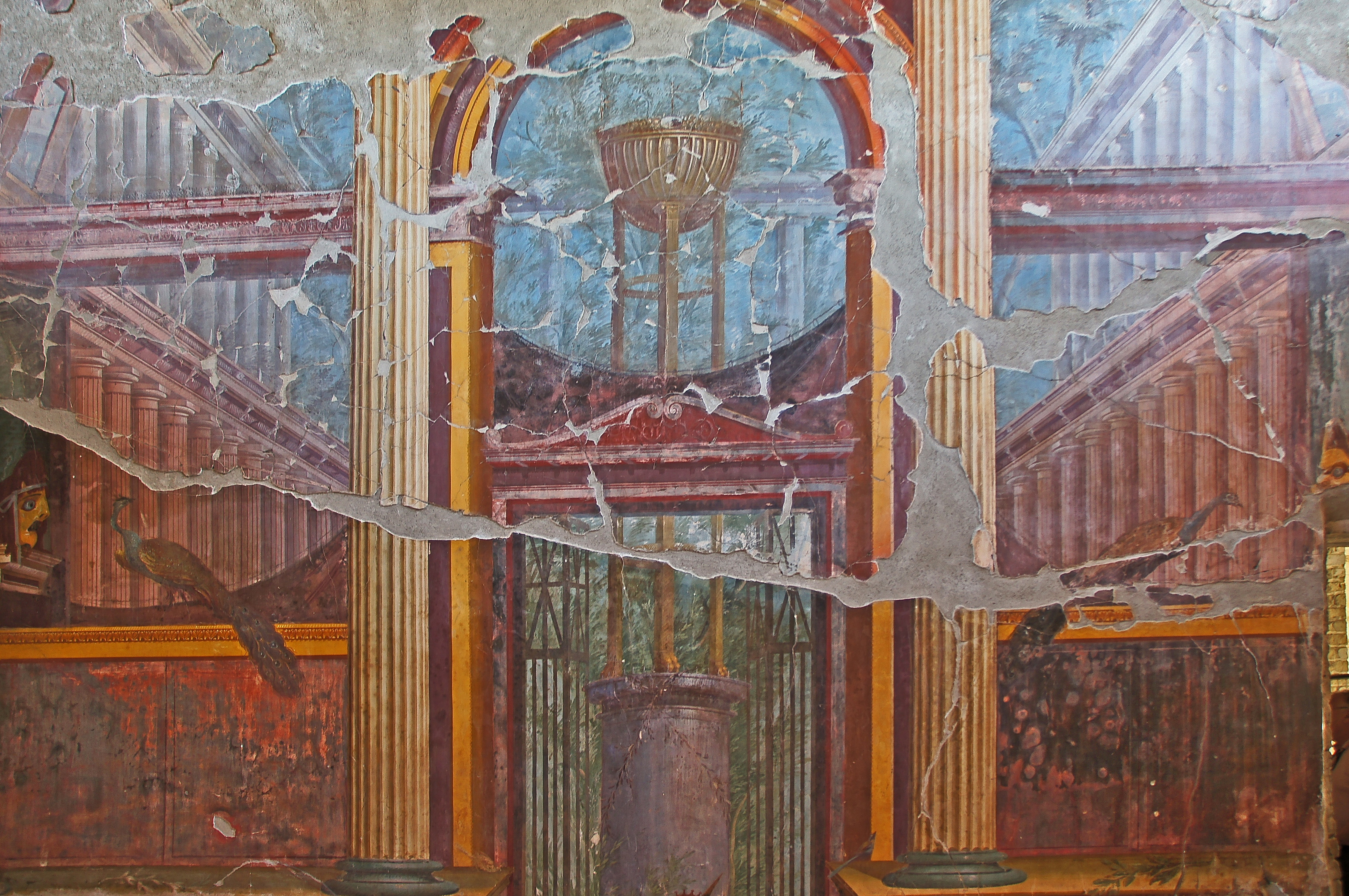
Загальний вигляд повної композиції з колонадами і павичами
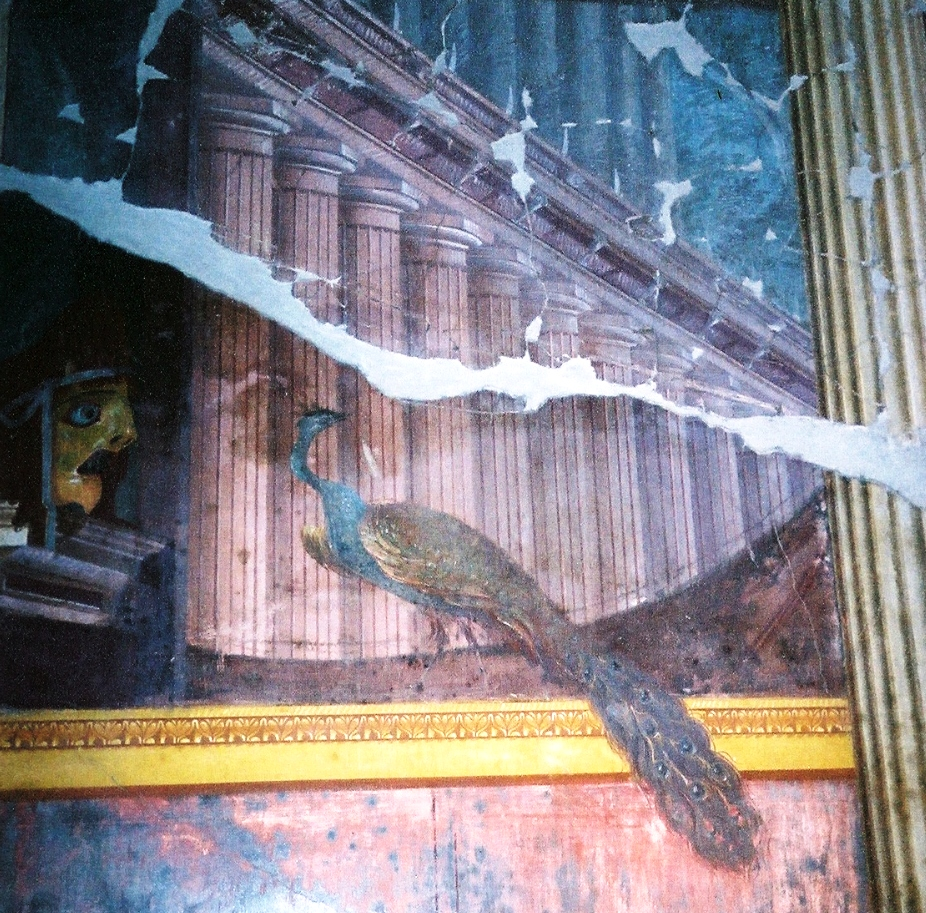
Колонада, театральна маска та павич

## Відновлення давньоримського саду вілли
Науково проведені розкопки дозволяють проаналізувати всі ( в тому числі некоштовні ) знахідки чи навіть рештки знахідок. Актуальними в 20 столітті були і проблеми дослідження решток давньоримських садів (їх розпланування, садові споруди, рештки каналів і фонтанів, уламки скульптур, залишки колишніх дерев і рослин) , особливо на розкопаних віллах. Бо інформація, отримана з фресок і, частково, з рельєфів та літературних джерел, була надто неповною. Розкопки на ділянці саду з 1974 року проводила історик і археолог Вільгельміна Фімстер Яшемські та її команда. Були знайдені залишки тринадцяти (13) садів.
На ділянці розкопаного саду Вілли Поппея знайдені старий фонтан, залишки сонячного годинника, рештки садівничого реманенту, старі пні, гілка якогось дерева та рештки рослин. Органічні рештки виявились досить пошкодженими. Пні при дослідженні віднесені до колишніх платанів. Один із садів мав фруктові дерева, серед яких були і яблуні та лимони.
Мікроскопія деревини знайденої гілки довела, що це уламок від оливи. Серед інших рослин садів були також олеандри.
Отримана інформація була використана для часткового відновлення давньоримських садів, позаяк науковці знали, які саме рослини були тут та де було їх первісне розташування.

## Сусідні вілли

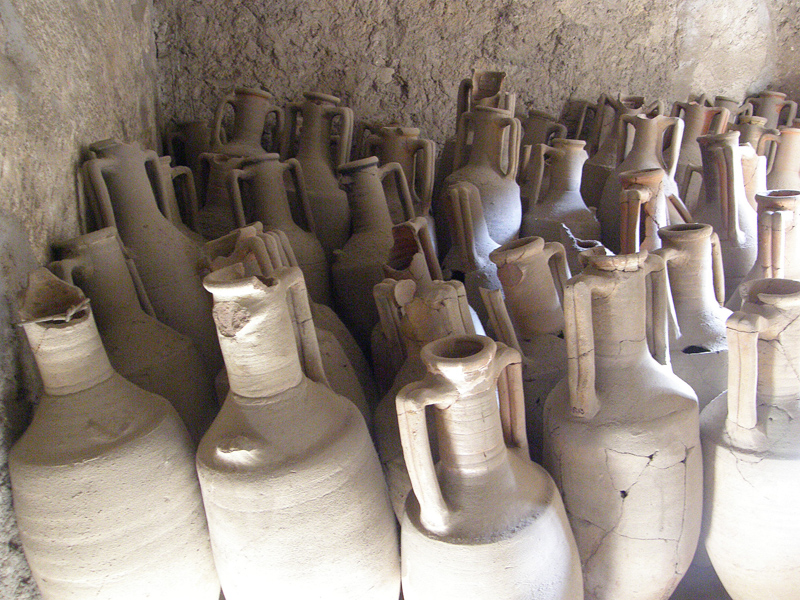
Амфори в коморі

Тісна сучасна забудова земельних ділянок не дозволяє розкрити повністю комплекс споруд вілли А та її околиць. В справу втрутився випадок. В місті Торре Аннунціата 1974 року запланували побудову нової школи приблизно на відстані 250 метрів від розкопаної вілли. Під час створення траншей під фундаменти майбутньої школи знайшли нові руїни давньоримської споруди. Будівництво призупинили і на ділянці провели археологічні розкопки.
Розкопана двоповерхова споруда з центральним перистилем. Споруда отримала у археологів назву вілла Б або вілла Люциус Красс Терциус. Ім'я вілли походить від бронзової печатки, знайденої тут під час розкопок. Поряд знайдені рештки малих господарських споруд та давньоримського шляху. Саму споруду вілли відносять до другого століття до н.е. Не схоже, щоби споруда мала парадний характер під час виверження вулкана Везувій. В кімнатах споруди знайдені кухня з посудом, багато соломи, перепаленої від високої температури, плоди гранату, узвар котрих використовували для обробки шкір тварин. В одному з приміщень знайдено близько чотирьох сотень (400) керамічних амфор. Все це вказівки на сільськогосподарське використання споруд та як комори для транспортування вина.
Вілла Б була використана як склади і схованка для мешканців, що захопили з собою коштовні речі під час землетрусу, котрий супроводжував виверження. Серед знайденого — кістяки п'ятдесяти чотирьох (54) людей, а також срібні і золоті монети та прикраси. Частково збережені фрески в другому та в четвертому давньоримських стилях.
На північ від вілли Б знайдені менші двоповерхові споруди, повернуті на дорогу. За припущеннями їх використовували як крамнички та житлові споруди (другий поверх).
Ще одна вілла знайдена під час будівництва нової гілки залізниці від міста Портічі до Торре Аннунціата. Всі знахідки передані в Національний археологічний музей (Неаполь). Серед найбільш коштовних і мистецькі значущих знахідок — фреска з зображенням міфу про Нарциса та німфу Ехо на тлі з горою Парнас.
На відміну від Вілли А (Вілли Поппея) відвідини новіх місць розкопок і вілли Б заборонені, позаяк там не завершені дослідження фахівців.

## Фотогалерея

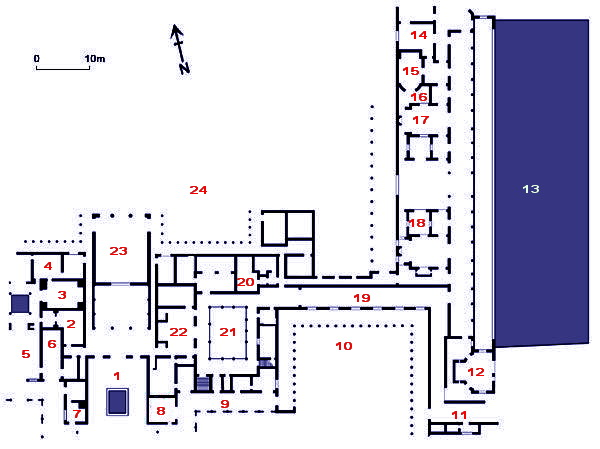
Поземний план розкопаної частини Вілли Поппея.

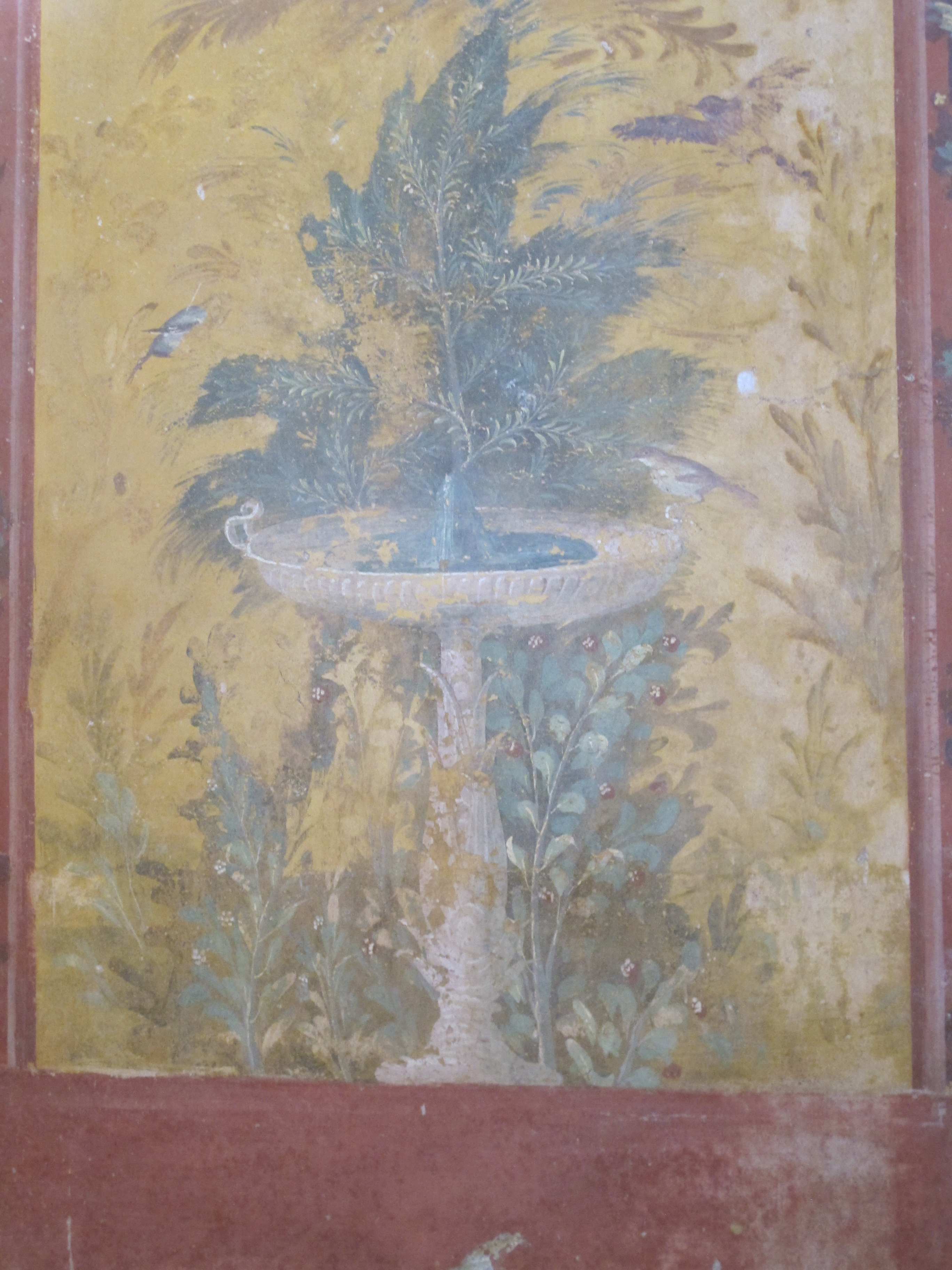
«Фреска з фонтаном в садку»
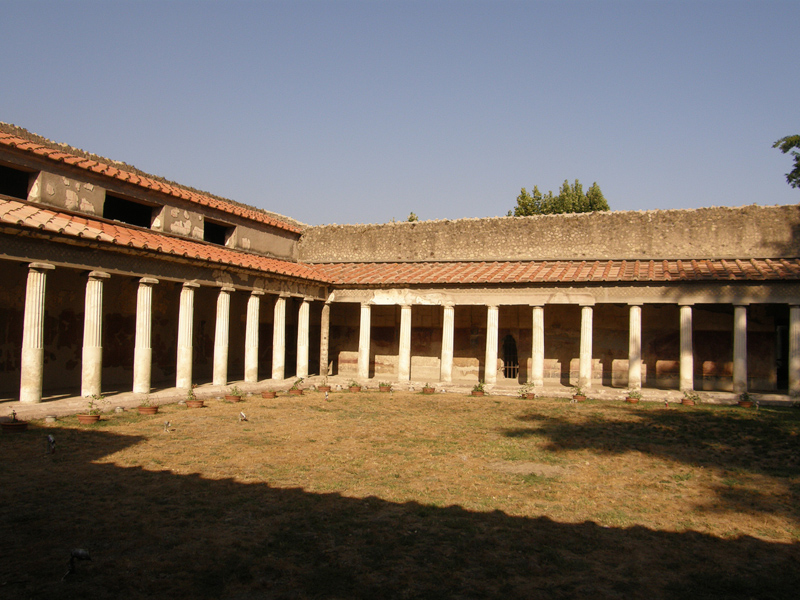
відновлення одного двору вілли Поппея, Оплонтіс
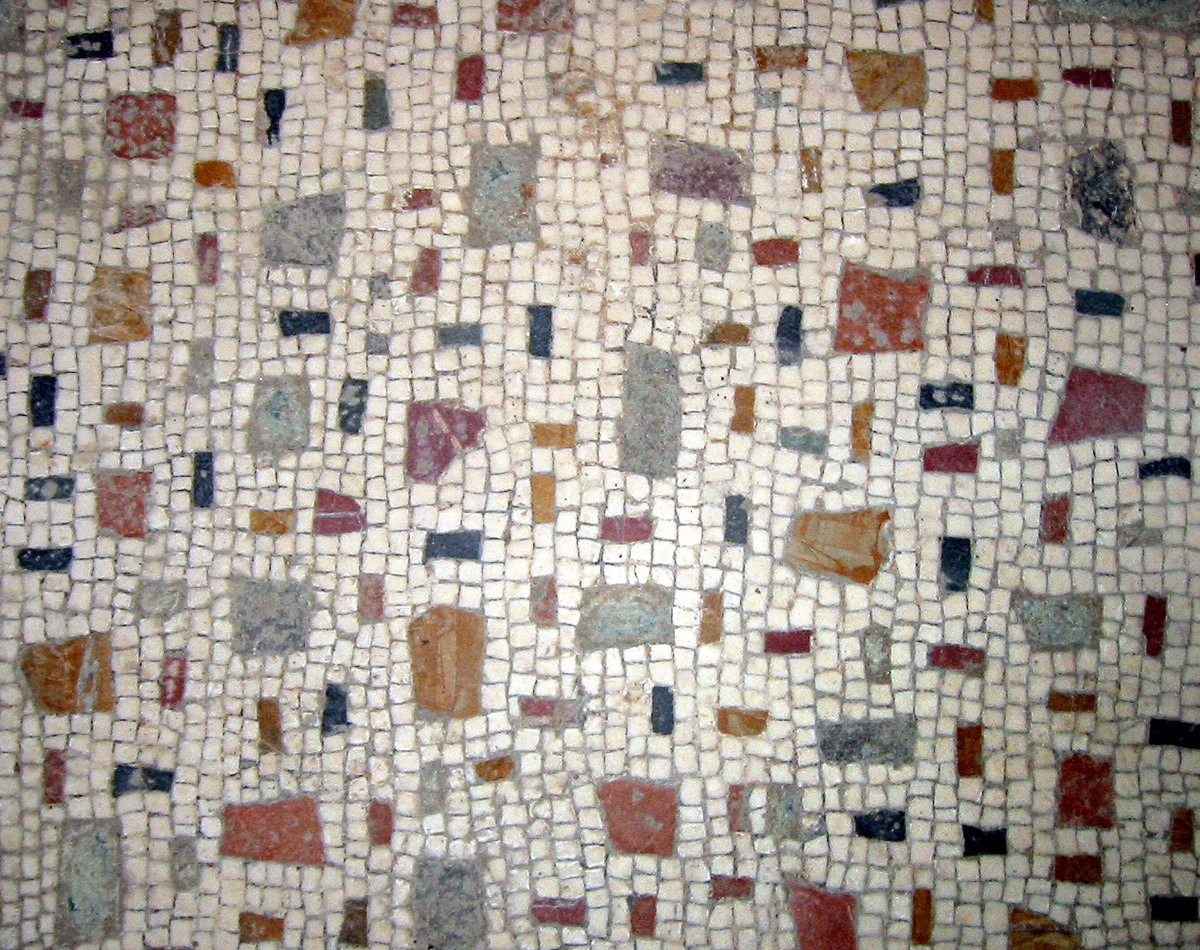
Абстрактний малюнок мозаїчної підлоги
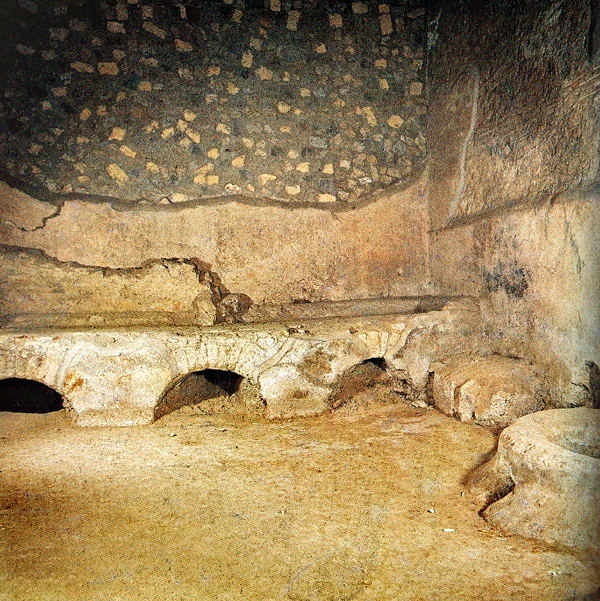
Непоруйнована давньоримська кухня.
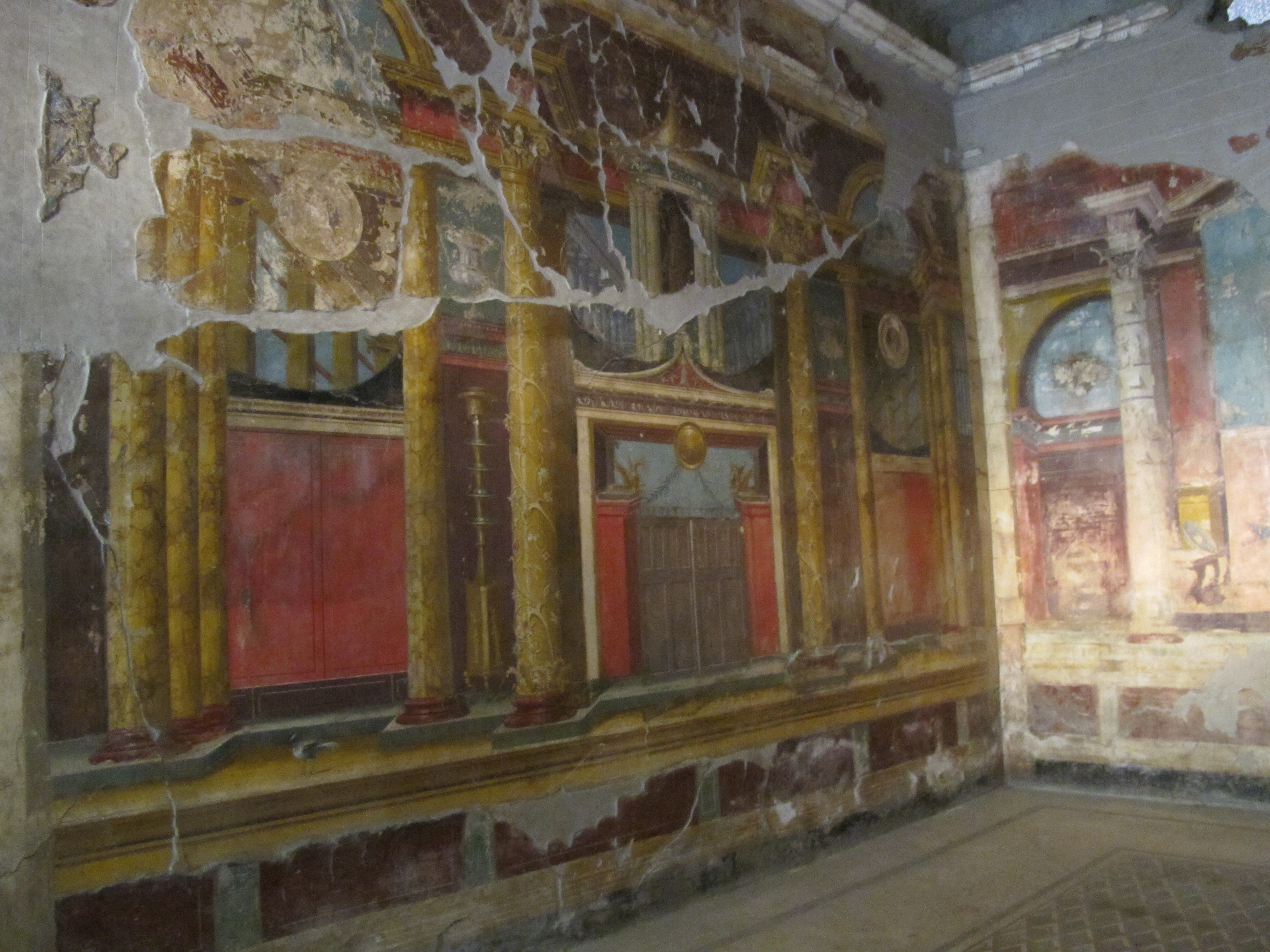
Залишки стінописів
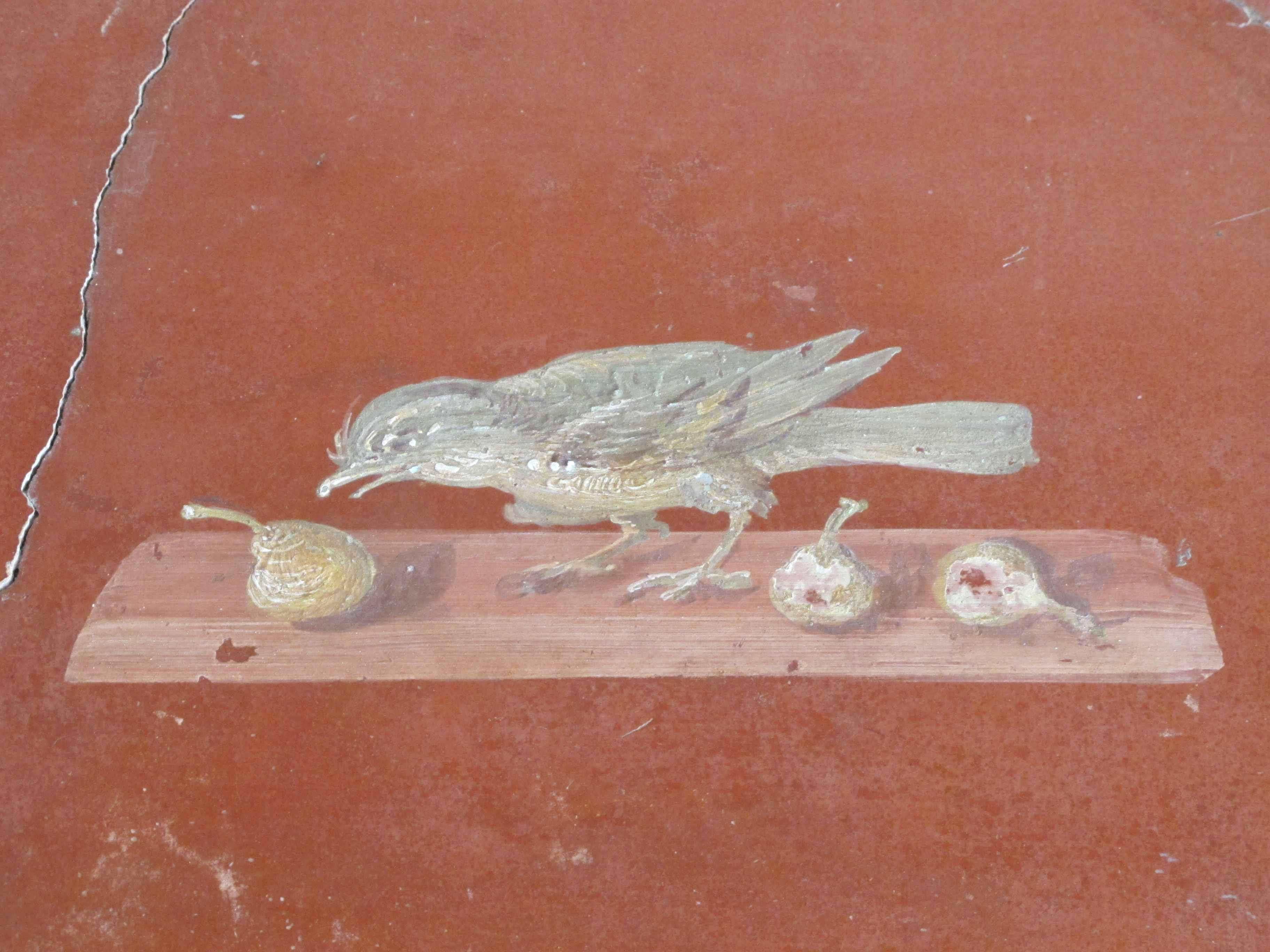
Птах, що клює груші
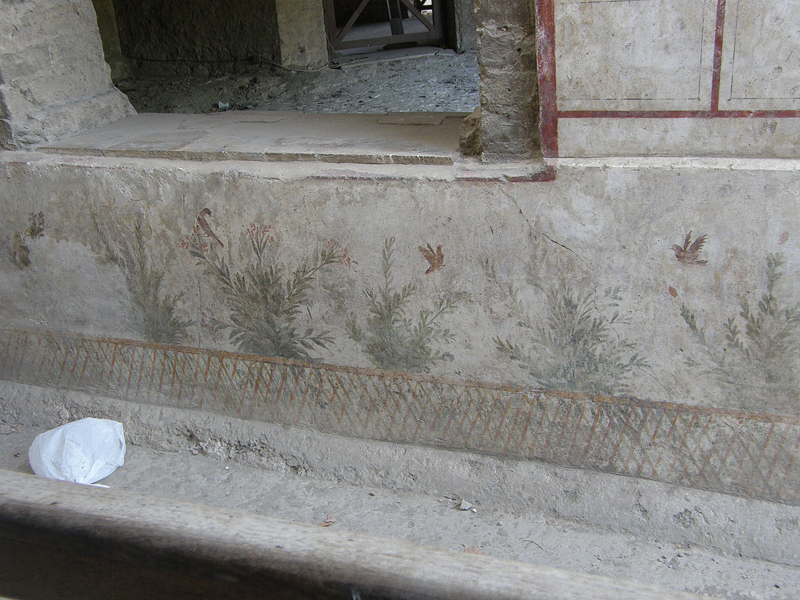
Залишки колишнього декору
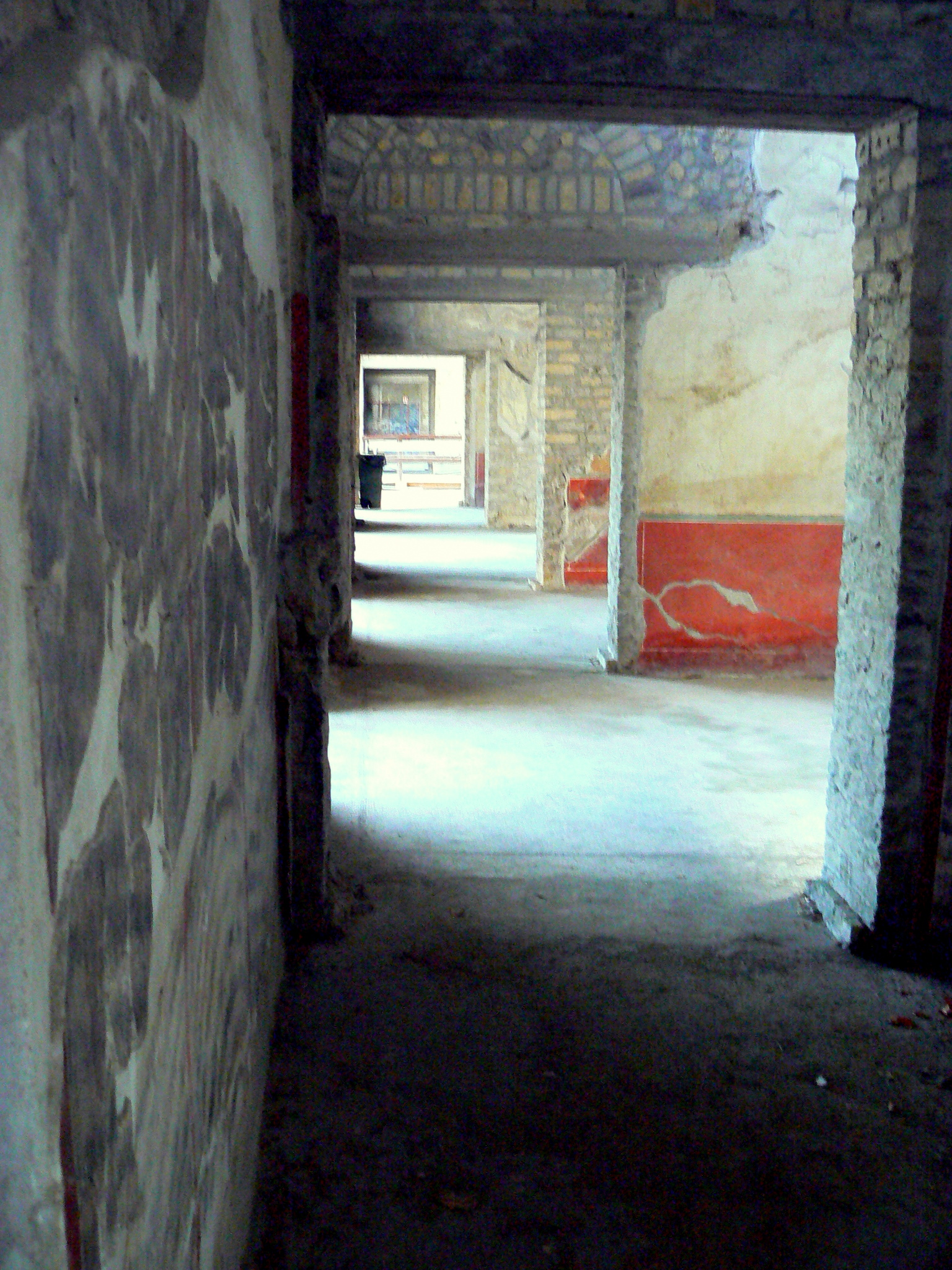